# Вучинич, Владана
Владана Вучинич (черног. Владана Вучинић; род. 18 июля 1986 в Титограде (ныне — Подгорица), СР Черногория, СФР Югославия), также известна как Владана (черног. Владана) — черногорская певица и автор песен. Представила Черногорию на конкурсе «Евровидение-2022», где во втором полуфинале не прошла в финал.

## Биография
Владана начала проявлять интерес к музыке в раннем возрасте — её дед Борис Низамовский был главой Ассоциации артистов Северной Македонии и менеджером македонского ансамбля «Magnifico».
Исполнительница имела начальное и среднее музыкальное образование, специализируясь на теории музыки и оперном пении. Она училась на журналистике в факультете политических наук Университета Черногории.

### Карьера
В 2003 году Владана дебютировала на телевидении в национальном караоке-шоу и в том же году она выпустила дебютный сингл, который был исполнен на фестивале песен «Budva Mediterranean» в Будве, Черногория.
3 марта 2005 года исполнительница приняла участие в песенном конкурсе «Montevizija 2005» с песней «Samo moj nikad njen». Она заняла лишь 18-е место, таким образом, не смогла пройти на другой конкурс «Evropesma-Europjesma 2005», состоявшемся 4 марта 2005 года. В следующем, 2006, году Владана участвовала в «Montevizija 2006» в дуэте с Бояной Ненезич с песней «Željna». Заняв 11-е место, Вучинич и Ненезич прошли на «Evropesma-Europjesma 2006», где они заняли 15-е место в финале. В том же году Вучинич исполнила свою песню «Kapije od zlata» в секции новичков музыкального фестиваля «Sunčane skale».
Владана выпустила свой первый видеоклип на свой сингл «Kao miris kokosa», снятый черногорским режиссёром Николой Вукчевичем и впоследствии ставший самым просматриваемым видео в Черногории. В 2007 году она продолжила работу с Вукчевичем и выпустила свой второй видеоклип на свой сингл «Poljubac kao doručak».
В конце 2009 года Вучинич записала и выпустила свой первый сингл на английском языке под названием «Bad Girls Need Love Too». Год спустя, в ноябре 2010 года был выпущен музыкальный видеоклип в стиле «рисованной анимации» на песню «Sinner City» как прелюдия к её первому англоязычному альбому. Вучинич самостоятельно выпустила свой дебютный альбом Sinner City 13 декабря 2010 года.
Владана является первым сольным исполнителем из Черногории, выступившая на региональной станции MTV — MTV Adria.
Она также запустила онлайн-журнал о моде под названием «Chiwelook» (Čiviluk), основанный на передовых статьях модельеров из Черногории. Как основатель и главный редактор, она внесла свой вклад в журнал через колонки и интервью о моде с различными деятелями музыки, культуры и политики.
4 января 2022 года было объявлено, что Владана была выбрана черногорской телекомпанией RTCG для представления Черногории на конкурсе песен «Евровидение-2022». Днём позже, 5 января 2022 года, было объявлено, что её конкурсная песня будет носить название «Breathe» и будет исполнена на английском языке.

## Дискография

### Студийные альбомы
| Название    | Детали |
| ----------- | --- |
| Sinner City | - Релиз: 15 декабря 2010 - Лейбл: выпущен самостоятельно - Форматы: Цифровая дистрибуция, потоковое мультимедиа |

### Синглы
| Название                              | Год  | Альбом              |
| ------------------------------------- | ---- | ------------------- |
| «Ostaćeš mi vječna ljubav»            | 2003 | Внеальбомные синглы |
| «Noć»                                 | 2004 | Внеальбомные синглы |
| «Samo moj nikad njen»                 | 2005 | Внеальбомные синглы |
| «Nježna» (совместно с Бояной Ненезич) | 2006 | Внеальбомные синглы |
| «Kao miris kokosa»                    | 2006 | Внеальбомные синглы |
| «Kapije od zlata»                     | 2006 | Внеальбомные синглы |
| «Poljubac Kao Doručak»                | 2007 | Внеальбомные синглы |
| «Bad Girls Need Love Too»             | 2009 | Sinner City         |
| «Sinner City»                         | 2010 | Sinner City         |
| «Breathe»                             | 2022 | Внеальбомные синглы |